# Hugh Byrne
Hugh Byrne (* 3. September 1943 in Gusserane, County Wexford, Irland) ist ein ehemaliger irischer Sportler und Politiker der Fianna Fáil.

## Leben
Byrne war erfolgreicher Sportler. Er spielte für die Auswahl von County Wexford Gaelic Football und für County Kildare Hurling. 
1981 wurde er erstmals zum Teachta Dála im Wahlkreis Wexford gewählt. 1989 verlor er seinen Sitz. Jedoch wurde er für den Seanad Éireann vom Taoiseach Charles Haughey ernannt. 1992 gelang es ihm jedoch, den Sitz im Dáil Éireann wieder zurückzuerobern. Diesen Sitz konnte er bis 2002 halten.
Taoiseach Bertie Ahern ernannte ihn in seiner ersten Regierung am 8. Juli 1997 zum Staatsminister für Aquakultur und Forsten im Ministerium für marine Angelegenheiten und natürliche Ressourcen. Diesen Posten versah er bis zum 6. Juni 2002.